# 大島優子 (演歌歌手)
大島 優子（おおしま ゆうこ）は、日本の演歌歌手。
大分県日田市出身、大阪府東大阪市在住。東芝EMI（現・EMIミュージック・ジャパン）に所属していた。芸能事務所はテイサット大阪。

## 人物
- 趣味はゴルフ、読書、書道[3]。
- 村田英雄の最後の弟子である[4]。

## 作品

### シングル
- ふたり雨（1994年1月26日、TODT-3166）
  1. ふたり雨
作詞：北小路匠、作曲：鈴木かずみ
  2. しあわせ舟
作詞：北小路匠、作曲：鈴木かずみ
  3. ふたり雨（オリジナル・カラオケ）
  4. しあわせ舟（オリジナル・カラオケ）
- 流転川（1997年9月10日、TODT-9029）ASIN B00005GNDV
  1. 流転川
作詞：石本美由起、作曲：深谷昭
  2. しあわせ舟
  3. 流転川（オリジナル・カラオケ）
  4. しあわせ舟（オリジナル・カラオケ）
- 港の恋唄（1999年11月26日、TODT-9038）ASIN B00005GNE4
  1. 港の恋唄
作詞作曲：村田英雄
  2. ごめんね母さん
作詞作曲：一條しげる
  3. 港の恋唄（オリジナル・カラオケ）
  4. ごめんね母さん（オリジナル・カラオケ）
- 恋の長瀬川[5]
  1. 恋の長瀬川

カップリングは河内家菊水丸が歌う「人生航路」。